# Baladas en español
Baladas en español es el título del primer álbum de Roxette que incluye versiones en un idioma diferente al inglés. Fue lanzado al mercado en octubre de 1996. Este álbum reúne algunas de las baladas del dúo cantadas originalmente en inglés, pero adaptadas en este álbum al español. La discográfica que publicó el álbum es EMI Music. y fue publicado específicamente para el mercado de España e Hispanoamérica.
El álbum fue muy buen recibido por el público hispano hablante. Tuvo críticas de algunos fans debido a su traductor, el español Luis Gómez-Escolar, ya que en algunas de las adaptaciones que se hicieron de los temas, la letra en español no tiene el mismo mensaje (o algo que similar que se le parezca) en comparación con lo que dicen las letras en inglés. Por otra parte, Marie Fredriksson, vocalista de dúo, recibió numerosas críticas positivas por su gran desempeño vocal al cantar en un idioma totalmente ajeno, siendo una de las pocas cantantes pop que ha pronunciado muy bien las letras en este idioma.
El álbum fue todo un éxito!! vendió 1.200.000 copias, recibiendo un disco de platino en España, Argentina y Chile y un disco de oro en varios otros países, incluido Venezuela, Colombia, México, Costa Rica y Suecia, enorme éxito.
Varias canciones del álbum fueron incluidas en la teleserie peruana Torbellino. Los temas de «Un día sin ti», "«No sé si es amor»" y, «Soy una mujer» fueron publicados como sencillos oficiales. No obstante, todas las canciones incluidas en el álbum fueron altamente difundidas en las radios españolas e hispanoamericanas por parte de productores de programas de radio, musicalizadores y hasta los mismos locutores. Se registraron casos de alta radiodifusión en temas como «Tímida», «Como la lluvia en el cristal», «Crash! Boom! Bang!» (versión en español), «Cuánto lo siento», «Una reina va detrás de un rey» y «Habla el corazón», con lo que prácticamente todo el repertorio de una u otra manera se fue dando a conocer al público radio-escucha o auditor. Para el día de los enamorados, la canción «El día del amor» estuvo entre las más requeridas por el público.
El videoclip de «Un Día Sin Ti» fue dirigido por Jonas Akerlund.

## Lista de canciones
| N.º   | Título                                                        | Duración |  |
| 1.    | «Un Día Sin Ti» (Spending My Time)                            | 4:38     |  |
| 2.    | «Crash! Boom! Bang!» (Crash! Boom Bang!)                      | 4:26     |  |
| 3.    | «Directamente A Ti» (Run to You)                              | 3:30     |  |
| 4.    | «No Sé Si Es amor» (It Must Have Been Love)                   | 4:41     |  |
| 5.    | «Cuánto Lo Siento» (I'm Sorry)                                | 3:13     |  |
| 6.    | «Tímida» ('Vulnerable)                                        | 4:44     |  |
| 7.    | «Habla El Corazón» (Listen to Your Heart)                     | 5:09     |  |
| 8.    | «Como La Lluvia En El Cristal» (Watercolours in the Rain)     | 3:42     |  |
| 9.    | «Soy Una Mujer» (Fading Like a Flower [Every Time You Leave]) | 3:45     |  |
| 10.   | «Quiero Ser Como Tú» (I Don't Want to Get Hurt)               | 4:16     |  |
| 11.   | «Una Reina Va Detrás De Un Rey» (Queen of Rain)               | 4:51     |  |
| 12.   | «El Día Del Amor» (Perfect Day)                               | 3:55     |  |
| 51:12 |                                                               |          |  |

## Sencillos
- "Un Día Sin Ti": "Un Día Sin ti" ("Spending My Time"), "Tímida" ("Vulnerable").
- "No Sé Si Es Amor": No Sé Si Es Amor" ("It Must Have Been Love"), "Directamente A Ti" ("Run to You").
- "Soy Una Mujer": "Soy Una Mujer" ("Fading Like a Flower [Every Time You Leave]").

## Créditos
- Voz: Marie Fredriksson & Per Gessle
- Música: Per Gessle (2-6, 9, 10), Per Gessle & Mats M.P. Persson (1, 7, 11 & 12), Marie Fredriksson (8).
- Letras originales por Per Gessle.
- Traducidas al español por Luis Gómez-Escolar.
- Producción y arreglos por Clarence Öfwerman
- Canciones publicadas por Jimmy Fun Music

## Listas
| Lista (1996)   | Posición | Certificación         |
| -------------- | -------- | --------------------- |
| Argentina      | 6        | Platino (+60.000)     |
| Brasil         | -        | Platino (+250.000)    |
| España         | 8        | 2x Platino (+200.000) |
| México         | -        | Oro (+100.000)        |
| Portugal       | 6        | -                     |
| Estados Unidos | -        | +13 000               |
| Mundo          | -        | +1.200.000            |
| Chile          | 1        | 2x platino +200.000)  |